# Sertão do Moxotó
Sertão do Moxotó is een van de 19 microregio's van de Braziliaanse deelstaat Pernambuco. Zij ligt in de mesoregio Sertão Pernambucano en grenst aan de microregio's Itaparica, Pajeú, Cariri Ocidental (PB), Vale do Ipojuca, Vale do Ipanema en Serrana do Sertão Alagoano (AL). De microregio heeft een oppervlakte van ca. 9.046 km². In 2009 werd het inwoneraantal geschat op 211.643.
Acht gemeenten behoort tot deze microregio:
- Arcoverde
- Betânia
- Custódia
- Ibimirim
- Inajá
- Manari
- Sertânia
- Trindade

Mesoregio's: Agreste Pernambucano · Mata Pernambucana · Metropolitana do Recife · São Francisco Pernambucano · Sertão Pernambucano

Microregio's: Alto Capibaribe · Araripina · Brejo Pernambucano · Fernando de Noronha · Garanhuns · Itamaracá · Itaparica · Mata Meridional Pernambucana · Mata Setentrional Pernambucana · Médio Capibaribe · Pajeú · Petrolina · Recife · Salgueiro · Sertão do Moxotó · Suape · Vale do Ipanema · Vale do Ipojuca · Vitória de Santo Antão